# Градски стадион Гјумри
Градски стадион Гјумри (јерм.Գյումրիի Քաղաքային Մարզադաշտ) је фудбалски стадион у Гјумрију, у Јерменији. Стадион је дом ФК Ширака. Укупан капацитет стадиона је 3.020 места.

## Историја
Стадион је саграђен 1924. године као први модерни стадион у Јерменији. Од када је основан 1958. године ФК Ширак игра на њему. На стадиону је одиграно финале јерменског купа у сезони 2011/12 у коме је Ширак победио ФК Импулс и освојио први пут у својој историји куп.
Реновиран је 1999. и 2012. године. Након што је реновиран 2012. стадион задовољава стандарде УЕФЕ и на њему могу да се играју европска такмичења.
Ширак је свој први меч у оквиру европских тамкичења на Градском стадиону одиграо 12. јула 2012. против Рудара из Пљеваља у квалификацијама за Лигу Европе. Утакмица је завршена 1:1, а Ширак је прошао укупним резултатом 2:1 у наредно коло.